# 赤松蕙子
赤松 蕙子（あかまつ けいこ、1931年1月18日 - 2012年5月7日）は、広島県出身の俳人。本名蕙。
大柿町（現江田島市）生。旧制広島県立広島第一高等女学校を経て広島県広島有朋高等学校卒業。1947年、俳誌「雪解」に入会、皆吉爽雨に師事。1953年、山口県徳応寺に嫁ぐ。「鶴啼いて月に一滴づつの金」「眠りみなこの世にさめて櫻どき」など、宗教性を持ちつつ着想に富む句風。1975年、『白亳』により第15回俳人協会賞受賞。1994年、山口県選奨（芸術文化功労）受賞。
句集に『子菩薩』『白亳』『天衣』『散華』『月幽』『海戀』『佩香』。また、俳人協会の「自註現代俳句シリーズ（3期）」に『赤松蕙子集』がある。